# Центральне Плато (область Буркіна-Фасо)
Центра́льне Плато́ (фр. Plateau-Central) — область на північному заході Буркіна-Фасо. Адміністративний центр — місто Зініарі. Площа — 8 545 км², населення — 647 516 осіб (2006 рік). Чинний губернатор — Рут Ямеого.

## Географія
На північному сході межує з Північно-Центральною областю, на південному сході — з Східно-Центральною і Південно-Центральною областями, на південному заході — з Центральною областю, на сході — з Західно-Центральною областю, на північному заході — з Північною областю.
Географічно область охоплює і знаходиться в центрі Буркіна-Фасо плоскогір'я Центральне Плато.

## Населення
Населення складається переважно з народності мосі. Релігія більшості місцевих жителів — іслам.

## Адміністративний поділ
В адміністративному відношенні область поділяється на три провінції:
| Провінція | Адм. центр | Населення, чол.(2006) |
| --------- | ---------- | --------------------- |
| Ганзургу  | Зорго      | 319 830               |
| Курвеого  | Буссе      | 136 017               |
| Убрітенга | Зініарі    | 237 290               |

## Економіка
Головне заняття — сільське господарство.

## Культура
Культурну цінність представляють Парк скульптур Лаонго і Національний Музей Манега.